# Arnar
Arnar ist ein männlicher Vorname.

## Herkunft und Bedeutung
Arnar ist ein norwegischer Vorname, der auch in Dänemark, Schweden, Finnland, Island und den Färöern vorkommt.
Der Name ist entweder eine Zusammensetzung aus ARN („Adler“) und HER („Heer“, „Krieger“) oder eine Variante des Namens Arne.
Der Name Arnar gehörte 2011 zu den 15 beliebtesten Namen in Island.

## Namensträger
- Arnar Freyr Arnarsson (* 1996), isländischer Handballspieler
- Arnar Gunnlaugsson (* 1973), isländischer Fußballspieler und -trainer
- Arnar Jónsson (Schauspieler) (* 1943), isländischer Schauspieler
- Arnar Jónsson (Basketballspieler) (* 1983), isländischer Basketballspieler
- Arnar Sigurðsson (* 1981), isländischer Tennisspieler
- Arnar Viðarsson (* 1978), isländischer Fußballspieler und -trainer

Zwischenname
- Guðjón Arnar Kristjánsson (1944–2018), isländischer Politiker
- Viktor Arnar Ingólfsson (* 1955), isländischer Autor von Kriminalromanen